# Vernichtungslager Maly Trostinez

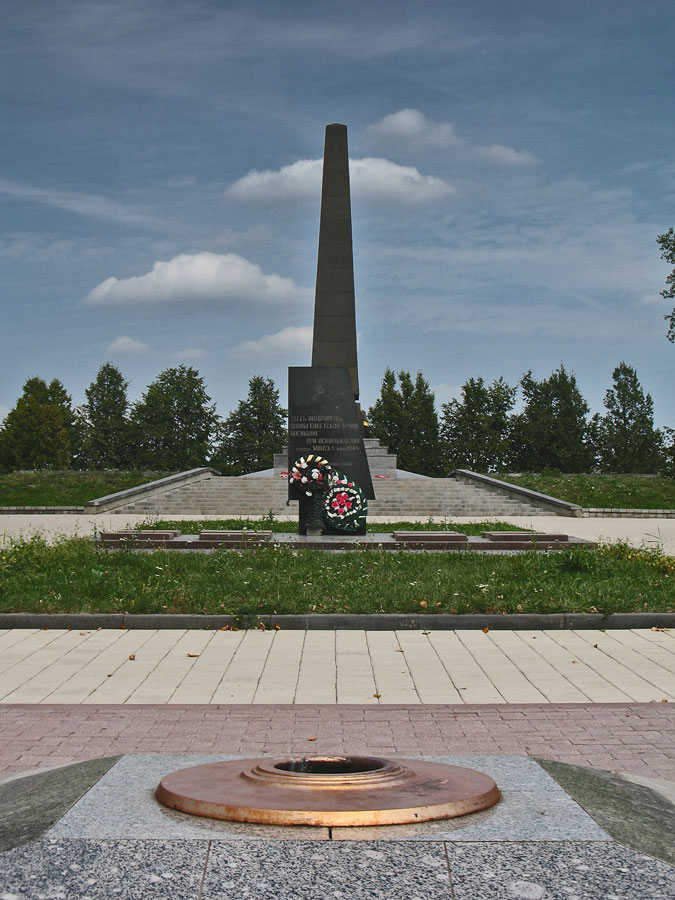
Gedenkstätte mit Obelisk (2008)

Maly Trostinez (russisch Малый Тростенец, Maly Trostenez; belarussisch Малы Трасцянец, Maly Traszjanez), auch als Vernichtungsstätte Maly Trostinez bezeichnet, befand sich in einer ländlichen Gegend etwa zwölf Kilometer südöstlich von Minsk und unterstand dem Kommandeur der Sicherheitspolizei und des SD (KdS) für Belarus. Zwischen 1942 und 1944 wurden bei Maly Trostinez 40.000 bis 60.000 Menschen ermordet, weit überwiegend Juden sowie sowjetische Kriegsgefangene und Partisanenverdächtige. Die Opfer wurden zumeist im nahegelegenen Wald von Blagowschtschina und ab 1943 im Wald von Schaschkowka erschossen oder in Gaswagen ermordet, ohne zuvor im Lager selbst gewesen zu sein.

## Entstehung
Nachdem Hitler im September 1941 die Deportation von Juden aus den größeren Städten des Reichs angeordnet hatte, sollten nach den Plänen des Reichssicherheitshauptamts (RSHA) 25.000 deutsche, österreichische und tschechische Juden gegen den Widerstand des Generalkommissariats Weißruthenien unter Wilhelm Kube nach Minsk gebracht werden. Adolf Eichmann und wenig später Heinrich Himmler reisten im März 1942 zu Gesprächen mit Kube. Bei diesen wurde wahrscheinlich beschlossen, die Juden nicht mehr in das überfüllte Ghetto Minsk der Zivilverwaltung, sondern an den Kommandeur der Sicherheitspolizei und des SD (KdS) Eduard Strauch zu überstellen. Reinhard Heydrich beauftragte Strauchs Dienststelle kurz darauf, die eintreffenden Juden unmittelbar nach deren Ankunft zu töten.
Im April 1942 übernahm der Kommandeur der Sicherheitspolizei und des SD Strauch die ehemalige Kolchose „Karl Marx“ beim Dörfchen Trostenez elf Kilometer südöstlich von Minsk zum Aufbau eines Mordzentrums. Die 250 Hektar umfassende Kolchose wurde zu einem Landgut (Gut des Kommandeurs) mit einem Arbeitslager ausgebaut, im einen Kilometer entfernten Wald von Blagowschtschina eine schlecht einsehbare Exekutionsstätte eingerichtet und der stillgelegte Gleisanschluss von Kolodisze als Bahnanschluss für Deportationszüge Mitte August 1942 wieder in Betrieb genommen. Trostenez fungierte als provisorischer Ersatz für ein in Mogilew geplantes, aber nicht fertiggestelltes Vernichtungslager.

## Das Zwangsarbeitslager
Die KZ-Häftlinge arbeiteten neben der Landwirtschaft auch in verschiedenen Handwerksbetrieben des Guts. Weiter gab es eine Wäscherei, Schmiede und Schlosserei, Tischlerei, Glaserei, Gerberei, eine Mühle und ein Sägewerk. Produziert wurde überwiegend für den Bedarf der KdS-Angehörigen und der Minsker Ordnungspolizei. Wie auch in Vernichtungslagern gab es später kleine Arbeitskommandos, die in der Kleidersortierung, Schneiderei und Schusterei an der Verwertung des Besitzes der deportierten Juden eingesetzt waren.
Die „Arbeitsjuden“ waren in mehreren Baracken untergebracht. Es gab einen Galgen auf dem dreifach mit Stacheldraht umzäunten Gelände. Die Zahl der Häftlinge schwankte zwischen 500 und 1000 Personen. Nach der Auflösung des Ghettos in Minsk im Oktober 1943 sank sie auf etwa 200.
Verwalter des Gutes und Lagerleiter war der baltendeutsche SS-Unterscharführer Heinrich Eiche, der im Herbst 1943 vom österreichischen Hauptscharführer Rieder abgelöst wurde. Bewacht wurden die Häftlinge von Teilen eines ukrainischen Schutzmannschaftsbataillons, das auf dem Gut stationiert war und der Ordnungspolizei unterstand.
Die Nomenklatur des Lagers lässt sich aus Quellenmangel kaum noch ermitteln. In einem Fernschreiben wird das Lager als „Ersatzgefängnis KL. Trostinez“ geführt, während ein überlebender Häftling angab, es sei als „Erweitertes SS- und Polizeigefängnis“ bezeichnet worden.

## Mordstätte in Blagowschtschina
Die Planungen für ein großes Vernichtungslager in Mahiljou (Mogiljow), für das bereits im November 1941 mehrere Verbrennungsöfen bestellt worden waren, wurden aus verkehrstechnischen Gründen aufgegeben. Dafür wurden in Maly Trostinez ab Mai 1942 vorwiegend aus Wien mit dem Zug nach Minsk und sofort weiter nach Maly Trostinez deportierte Juden aus dem Deutschen Reich (das ist das „Altreich“ Deutschland und mit der „Ostmark“ das „angeschlossene“ Österreich), aus dem Protektorat Böhmen und Mähren und aus dem Ghetto Theresienstadt in der besetzten Tschechoslowakei teils – ab Juni 1942 – durch Gaswagen, größtenteils aber durch Erschießungen ermordet. Im Laufe des Sommers wurden weißrussische Juden vor allem aus dem Ghetto von Minsk in die Vernichtungsaktionen einbezogen.
Am 22. April begann der II. Zug (ein Unteroffizier und zehn Mann) der dem KdS unterstellten kleinen Waffen-SS-Einheit in Maly Trostinez mit acht Tage dauernden Erdarbeiten, um die ersten Leichengruben auszuheben. Am 30. April beteiligte sich der gesamte Zug an einer „Aktion zur Ausräumung des Gefängnisses in Minsk“. Am 4. Mai wurden erneut Gruben ausgehoben für eintreffende Transporte. Zum 17. Mai 1942 vermerkte der Zugführer der Waffen-SS, der SS-Unterscharführer Gerhard Arlt, in seinem Tätigkeitsbericht:

„Am 11. Mai traf ein Transport mit Juden (1000 Stück) aus Wien in Minsk ein, und wurden gleich vom Bahnhof zur obengenannten Grube geschafft. Dazu war der Zug direkt an der Grube eingesetzt.“

Es handelt sich hier um den ersten für Maly Trostinez zweifelsfrei durch zeitgenössische Quellen belegten Massenmord, bei dem fast alle Deportierten bei der Ankunft erschossen wurden. Zur Exekutionsstätte von Maly Trostinez, einem Kiefernwäldchen, wurden die Insassen der Sonderzüge mit Lastkraftwagen gebracht und dort von rund 80 Schutzpolizisten und Angehörigen der Waffen-SS erschossen.
Gaswagen wurden spätestens ab Juni 1942 eingesetzt, um die Massenmorde effizienter zu machen und die Psyche der Exekutionskommandos zu schonen. Zunächst waren zwei Lkw der Marke Diamond und ein größerer der Marke Saurer im Einsatz. Mitte Juli kam ein weiterer Gaswagen aus Serbien kommend hinzu und die Einsatzgruppe B stellte zeitweise Gaswagen an den Minsker KdS ab.

## Mordstätte in Schaschkowka
Wegen der Spurenbeseitigung im Wald von Blagowschtschina und häufigeren Attacken von weißrussischen Partisanen-Einheiten beschloss der BdS Ende 1943 künftige Exekutionen in der Nähe des stark bewachten Gutes im Wald von Schaschkowka durchzuführen. Dazu wurde Anfang 1944 eine Verbrennungsgrube als provisorisches Krematorium angelegt, in der die Leichen aus den Gaswagen verbrannt wurden. Ab März 1944 wurden dort auch Exekutionen durchgeführt. Die Getöteten waren nichtjüdische Zivilisten, die während Partisanen-Aktionen in den weißrussischen Dörfern gefangen genommen und als arbeitsunfähig eingestuft worden waren, d. h. hauptsächlich Frauen mit Säuglingen und Kleinkindern, Alte und Gebrechliche.

## Deportationen nach Maly Trostinez
Zwischen Mai und Oktober 1942 wurden überwiegend Juden aus Wien – nämlich 9 von 16 Deportationszügen – und Theresienstadt – nämlich 5 von 16 Deportationszügen – nach Maly Trostinez gebracht. Fast jeder dieser Deportationszüge umfasste 1000 Personen. Bisweilen wurden einige wenige Personen ausgesondert und ins Arbeitslager gebracht, alle anderen wurden bei ihrer Ankunft am Bahnhof Minsk sofort mit Lastwagen zum Exekutionsort gefahren oder in Gaswagen auf dem Weg nach Blagowschtschina ermordet. Ab August 1942 wurden die Eisenbahnzüge über ein Stichgleis direkt bis nach Maly Trostinez in die unmittelbare Nähe der Blagowschtschina geführt.
| Zug        | Abgangsort        | Datum              | Ankunftsort | Ankunft                | Anzahl   |
| ---------- | ----------------- | ------------------ | ----------- | ---------------------- | -------- |
| Da 201     | Wien              | 6. Mai 1942        | Minsk       | 11. Mai 1942           | 994/1000 |
| Da 202     | Wien              | 20. Mai 1942       | Minsk       | 23./26. Mai 1942       | 986/1000 |
| Da 204     | Wien              | 27. Mai 1942       | Minsk       | 1. Juni 1942           | 981      |
| Da 205     | Wien              | 2. Juni 1942       | Minsk       | 5./9. Juni 1942        | 999      |
| Da 206     | Wien              | 9. Juni 1942       | Minsk       | 13./15. Juni 1942      | 1006     |
| Da 40      | Königsberg/Berlin | 24. Juni 1942      | Minsk       | 26. Juni 1942          | 770      |
| Da 220/Aax | Theresienstadt    | 14. Juli 1942      | Minsk       | 17. Juli 1942          | 1000     |
| Da 219     | Köln              | 20. Juli 1942      | Minsk       | 24. Juli 1942          | 1164     |
| Da 222/Aaz | Theresienstadt    | 4. August 1942     | Trostinez   | 10. August 1942        | 993/995  |
| Da 223     | Wien              | 17. August 1942    | Trostinez   | 21. August 1942        | 1003     |
| Da 224/Bc  | Theresienstadt    | 25. August 1942    | Trostinez   | 28. August 1942        | 1000     |
| Da 225     | Wien              | 31. August 1942    | Trostinez   | 2./4. September 1942   | 967      |
| Da 226/Bk  | Theresienstadt    | 8. September 1942  | Trostinez   | 11./12. September 1942 | 1000     |
| Da 227     | Wien              | 14. September 1942 | Trostinez   | 16./18. September 1942 | 992      |
| Da 228/Bn  | Theresienstadt    | 22. September 1942 | Trostinez   | 25. September 1942     | 992      |
| Da 230     | Wien              | 5. Oktober 1942    | Trostinez   | 9. Oktober 1942        | 544/547  |

Ein weiterer Zug, der Theresienstadt am 28. Juli mit 996 Menschen mit dem Ziel Maly Trostinez verließ (Da 221 Aay), wurde 145 km vor Minsk in Baranowitschi angehalten und die Insassen dort liquidiert. Grund war die Belastung der SS-Angehörigen während der großen Liquidierungsaktion im Ghetto Minsk.
Durch die etwa 10.000 dort ermordeten Wiener Juden ist Maly Trostinez der Ort mit den meisten österreichischen Opfern des Holocaust.

## Spurenbeseitigung
Männer des Sonderkommandos 1005-Mitte begannen am 27. Oktober 1943, eine Woche nach der Ermordung der letzten Gefangenen des Ghettos Minsk, mit der Beseitigung der Spuren im Wald von Blagowschtschina. Die zunächst zu den Exhumierungsarbeiten vorgesehenen 100 jungen jüdischen Männer ließ der Kommandoführer Arthur Harder in zwei Gaswagen ermorden und durch 100 russische Gefangene ersetzen. Die exhumierten Leichen der Massaker wurden von den Arbeitern zu Scheiterhaufen gestapelt und dann verbrannt, die Überreste nach Zahn- und Schmuckgold durchsiebt. Im November 1943 wurde Harder durch Friedrich Seekel und dieser im Dezember 1943 durch Max Krahner ersetzt. Spätestens am 16. Dezember 1943 wurde die Spurenverwischung beendet, die Arbeiter wurden in einem Gaswagen ermordet und dann verbrannt.
Da der Wald während der Exhumierungen nicht als Exekutionsort zur Verfügung stand, wurde etwa 500 m westlich des Lagers Trostinez eine „kleine Exekutionsstelle“ im Wald von Schaschkowka eingerichtet.
Das Sonderkommando setzte mit dem Standort Trostinez die Aktion 1005 im Raum Minsk noch bis April 1944 fort. Mitte Juni 1944 trafen einige deutsche Beamte in Maly Trostinez ein. Es wurden wahrscheinlich auf Befehl des Kommandeurs der Sicherheitspolizei und des SD Heinrich Seetzen Ende Juni mehrere tausend Kriegsgefangene und Häftlinge aus Gefängnissen des SD nach Trostinez gebracht und dort mit den letzten Häftlingen in einer Scheune mit Maschinengewehren erschossen. Die Scheune wurde angezündet. Als die ersten Einheiten der Roten Armee drei Tage später eintrafen, brannten die Leichenberge noch immer.

## Geschätzte Opferzahlen
Die Minsker Abteilung der sowjetischen staatlichen Untersuchungskommission zur Aufdeckung faschistischer Verbrechen legte unter erheblichem zeitlichem und politischem Druck am 13. August 1944 Schätzungen zu den Opferzahlen vor. Nach deren Angaben sollen insgesamt 206.500 Opfer zu beklagen sein, von denen 150.000 in Blagowschtschina, 50.000 in Schaschkowka und 6.500 in der Scheune des Lagers zu Tode kamen. Christian Gerlach geht davon aus, dass in Maly Trostinez etwa 60.000 Menschen ermordet worden sind. Darin ist eine leicht höhere Zahl an Deportationsopfern und die Übernahme der offiziellen Zahl von 6.500 Opfern in der Scheune des Lagers eingerechnet, sodass Petra Rentrop eine etwas niedrigere Zahl annimmt.
Ein Überblick mit den Namen einiger bekannter Todesopfer findet sich unter Kategorie:Todesopfer im Vernichtungslager Maly Trostinez.

## Aufarbeitung

### Juristische Aufarbeitung
Erste Hinweise auf die Verbrechen tauchten 1942 in der weißrussischen Untergrundpresse auf. Die Außerordentliche Staatliche Kommission der UdSSR erstellte einen Bericht über die Verbrechen, der 1944 in Unions- und Republikperiodika erschien. Da die Themen Holocaust, Kriegsgefangenschaft und Zwangsarbeit nicht zum Siegermythos passten, gerieten sie in den Hintergrund und später in Vergessenheit. Die Angaben zu den Massenopfern wurden den Materialien des Nürnberger Prozesses nicht beigefügt.
Aufsehen erregte der Prozess gegen den ehemaligen Minsker Gestapo-Chef Georg Heuser, der in den 1950er Jahren zum Leiter des Landeskriminalamtes Rheinland-Pfalz aufgestiegen war, und zehn weiteren Angehörigen des KdS Minsk. Heuser wurde wegen gemeinschaftlicher Beihilfe zu Mord und Totschlag vom Landgericht Koblenz 1963 zu 15 Jahren Zuchthaus verurteilt, die anderen Angeklagten erhielten Zuchthausstrafen zwischen vier und zehn Jahren.
Die Tätigkeit der österreichischen Justiz beschränkte sich bis in die 1970er Jahre auf die Sammlung bundesdeutscher Ermittlungsergebnisse, wobei teilweise Kuverts mit Prozessunterlagen und Kopien nicht einmal geöffnet wurden. Eigenständige Aktivitäten zur Aufklärung der Verbrechen gab es kaum.

### Historiographische Einordnung
Die Historikerin Petra Rentrop sieht Maly Trostinez als eine Zwischenstufe zwischen Massenvernichtungsstätte und Vernichtungslager an, wobei von den angewendeten Mordmethoden eine Ähnlichkeit zum Vernichtungslager Kulmhof besteht, während die Absichten der Tötung und Ausplünderung der Juden Ähnlichkeiten zu den Lagern der Aktion Reinhardt aufweisen. Sie weist auch auf die mörderische Effizienz hin, die Trostinez trotz seines provisorischen Charakters hatte.

### Gedenken

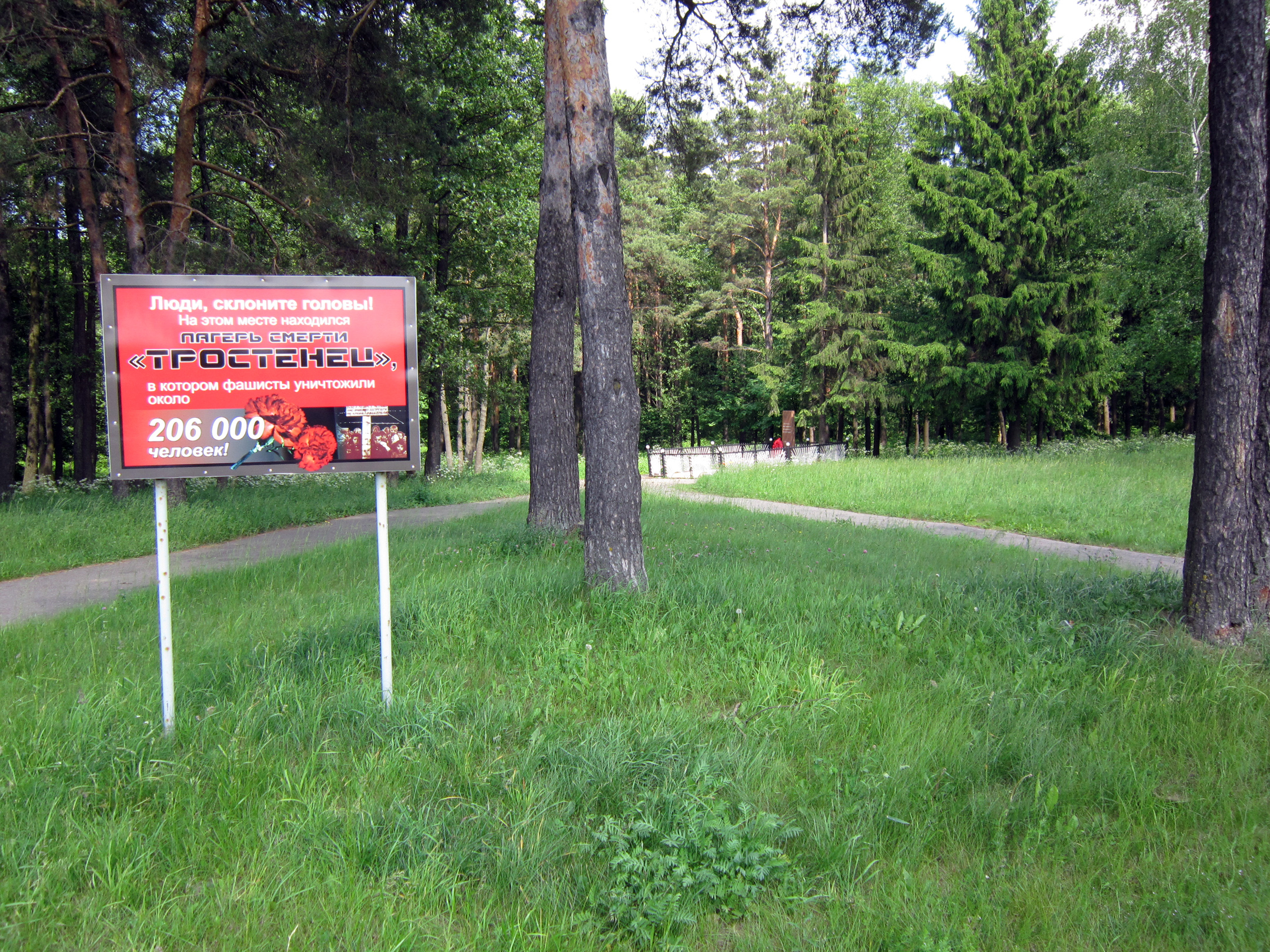
Gedenktafel im Wald von Blagowschtschina (2012)

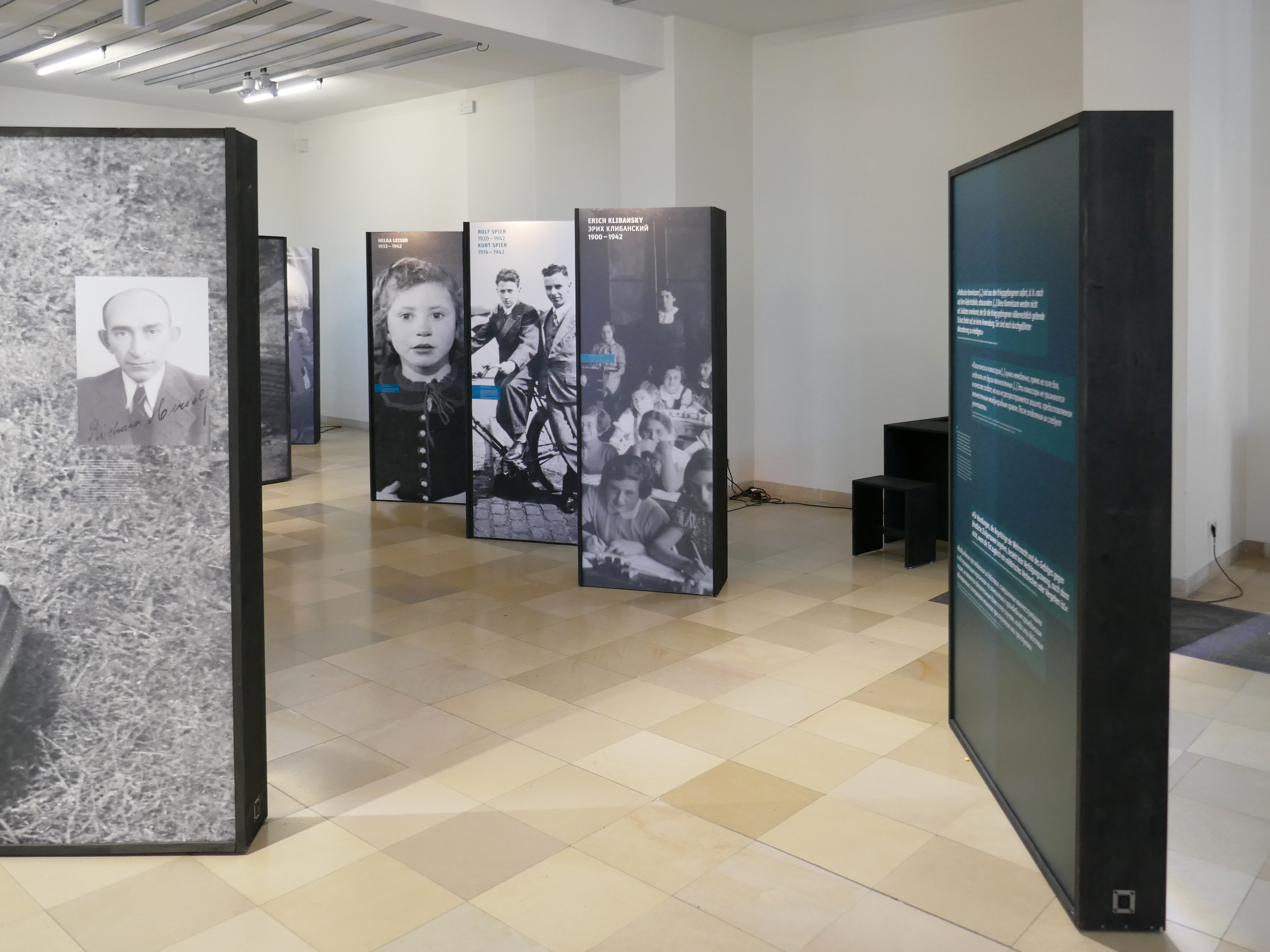
Wanderausstellung Vernichtungsort Malyj Trostenez (2018)

In der Ortschaft Wjaliki Trastjanez (russisch: Bolschoi Trostinez) wurde 1963 eine erste Gedenkstätte mit einem Obelisken zur Erinnerung an das Vernichtungslager errichtet. Zwei Jahre später weihte man am Ort der ehemaligen Scheune ein Denkmal für die Opfer der im Lager ermordeten Menschen ein. Im Wald von Blagowschtschina und Schaschkowka erinnern Gedenksteine und ein Denkmal an die dortigen Erschießungen und den Standort des provisorischen Krematoriums.
Im Jahr 2006 wurde ein Konzept für den Bau eines „Kreuzwegs“ als Gedenkstätte vorgelegt. In Österreich ist es vor allem Waltraud Barton zu verdanken, dass Maly Trostinez und die dort begangenen Verbrechen ins Bewusstsein der Öffentlichkeit geraten sind. Waltraud Barton, deren Verwandte 1942 nach Maly Trostinez deportiert und dort ermordet worden sind, hat in Wien 2010 den Verein IM-MER Initiative Malvine – Maly Trostinec erinnern gegründet. Seit 2010 organisiert Waltraud Barton zumindest einmal jährlich Gedenkreisen nach Maly Trostinez, dabei bringen Nachkommen der Opfer für ihre in Maly Trostinez ermordeten Verwandten gemeinsam mit anderen Österreichern und Österreicherinnen Namenstafeln in der Blagowschtschina an und gedenken in einer interreligiösen Trauerfeier dieser namentlich. So ist der „Österreichische Wald der Erinnerung“ entstanden, der mittlerweile aus mehreren Hundert gelben Namenschildern besteht und Teil der nationalen Gedenkstätte geworden ist. Waltraud Barton, u. a. Herausgeberin von „Maly Trostinec. Das Totenbuch“, ist auch Initiatorin des von Daniel Sanwald entworfenen „Massiv der Namen“, das 2019 eingeweiht wurde – und wurde dafür 2019 mit dem Goldenen Verdienstzeichen der Republik Österreich ausgezeichnet. In Deutschland hat das Bildungs- und Begegnungswerk in Dortmund (IBB gGmbH) im März 2013 eine Initiative für eine würdige Gedenkstätte Trostenez ins Leben gerufen.
Als erster Abschnitt der Gedenkstätte wurde am 22. Juni 2015 das Denkmal Die Pforte der Erinnerung öffentlich seiner Bestimmung übergeben. Am 13. Oktober 2016 beschloss der österreichische Nationalrat einstimmig einen Initiativantrag, der 2015 von Waltraud Barton und dem Verein IM-MER eingebracht worden war, der die Bundesregierung zur Umsetzung und Finanzierung eines würdigen Denkmals auffordert.
Seit dem 8. November 2016 wurde die deutsch-belarussische Ausstellung Vernichtungsort Malyj Trostenez. Geschichte und Erinnerung parallel an verschiedenen Orten in Deutschland und in Belarus gezeigt. Träger der Ausstellung waren das Internationale Bildungs- und Begegnungswerk gGmbH, die Internationale Bildungs- und Begegnungsstätte „Johannes Rau“ Minsk (IBB Minsk) und die Stiftung Denkmal für die ermordeten Juden Europas. Die Ausstellung wurde gefördert durch den Volksbund Deutsche Kriegsgräberfürsorge e. V. und das Auswärtige Amt.
Am 29. Juni 2018 wurde in Gegenwart der Bundespräsidenten Frank-Walter Steinmeier (Deutschland) und Alexander Van der Bellen (Österreich), des österreichischen Amtsvorgängers, Altbundespräsident Heinz Fischer, und deren mitgereisten Ehefrauen, sowie des weißrussischen Präsidenten Alexander Lukaschenko während einer öffentlichen Gedenkstunde das Mahnmal Der Weg des Todes im Wald von Blagowschtschina eingeweiht und seiner Bestimmung übergeben.
Zuvor legte Bundespräsident Van der Bellen gemeinsam mit seiner Ehefrau Doris Schmidauer mit der Pflanzung einer Rotbuche den symbolischen Grundstein für ein österreichisches Memorial für die Opfer von Maly Trostinez. In deren Beisein waren Altbundespräsident Heinz Fischer und dessen Ehefrau Margit Fischer, deren eigene Familie Opfer zu beklagen hatte, die an diesem Ort ihr Leben ließen. Das vom Architekten Daniel Sanwald entworfene Memorial „Massiv der Namen“, das aus einem Wettbewerb hervorging, wurde 2019 eingeweiht und zeigt zehn gleich große steinerne Stelen, diese stehen als Symbol für die zehn „Wiener Transporte“ nach Maly Trostinez und zeigen die Vornamen aller dort Ermordeten, Bruchkanten das willkürliche Herausreißen der Opfer aus der Gesellschaft.
Van der Bellen erinnerte in seiner Rede daran, dass „in Maly Trostenez mehr jüdische Österreicherinnen und Österreicher ermordet worden [seien], ‚als in irgendeinem anderen Vernichtungslager‘“. Demnach handelte sich um bis zu 13.000 österreichische Juden, die nach Weißrussland deportiert und dort ermordet worden waren. „Von den tausenden Wienerinnen und Wienern […] überlebten gerade einmal siebzehn ‚diese Hölle‘“, so der Bundespräsident dem Redemanuskript zufolge, und meinte: „Dass der ‚Schreckensort‘ Maly Trostenez und die Namen der Toten nicht endgültig dem Vergessen anheimfielen“, sei „letztlich aber nicht das Verdienst der Politik gewesen“, sondern dem zivilgesellschaftlichen Engagement von Waltraud Barton und dem von ihr gegründeten Verein IM-MER zu verdanken.
Ebenfalls unterstrich Van der Bellen Österreichs Mitverantwortung an den Verbrechen des Nationalsozialismus und dass sich auch Österreicher an den Gräuel der Nationalsozialisten beteiligt hätten.

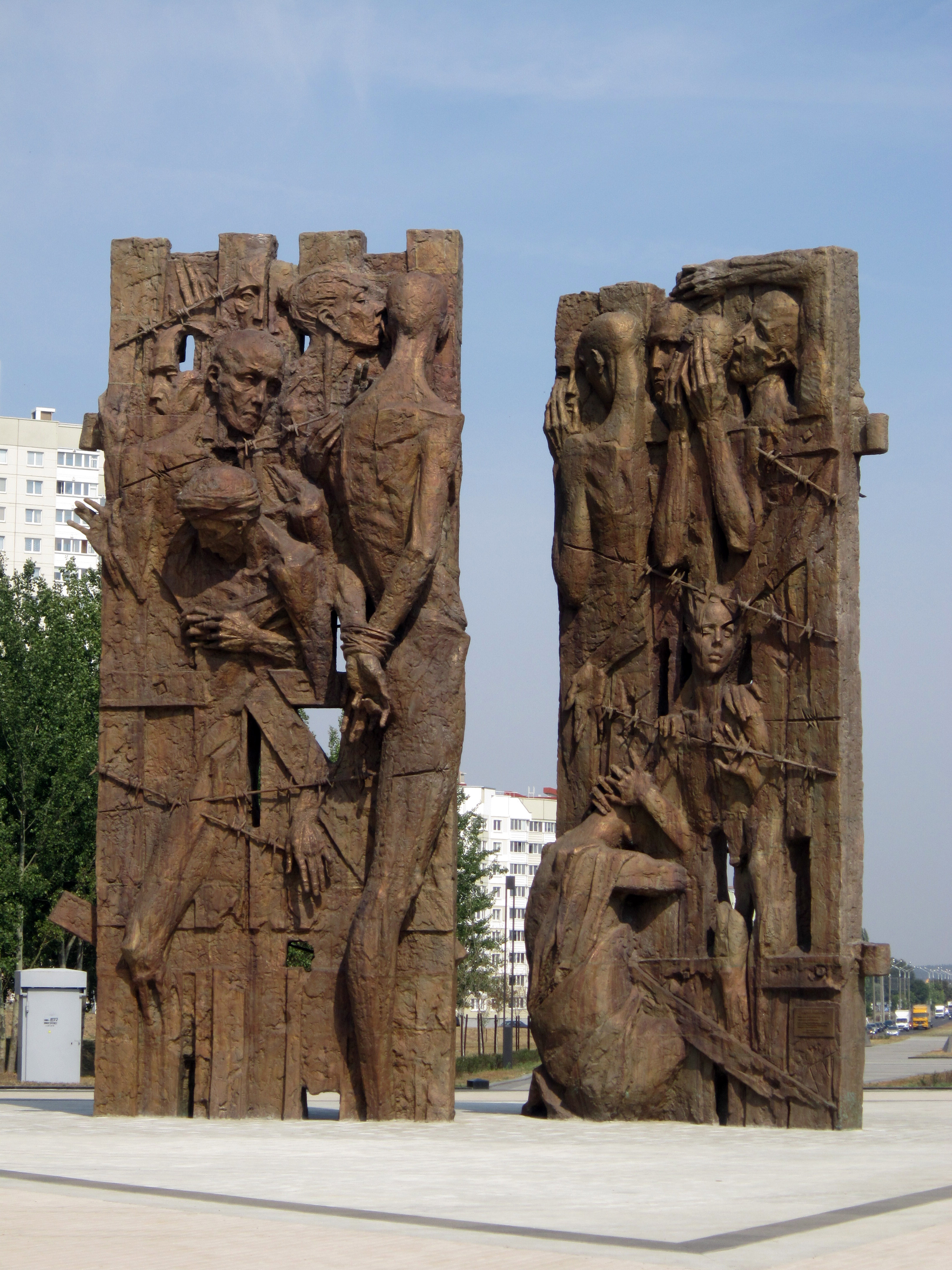
Gedenkstätte
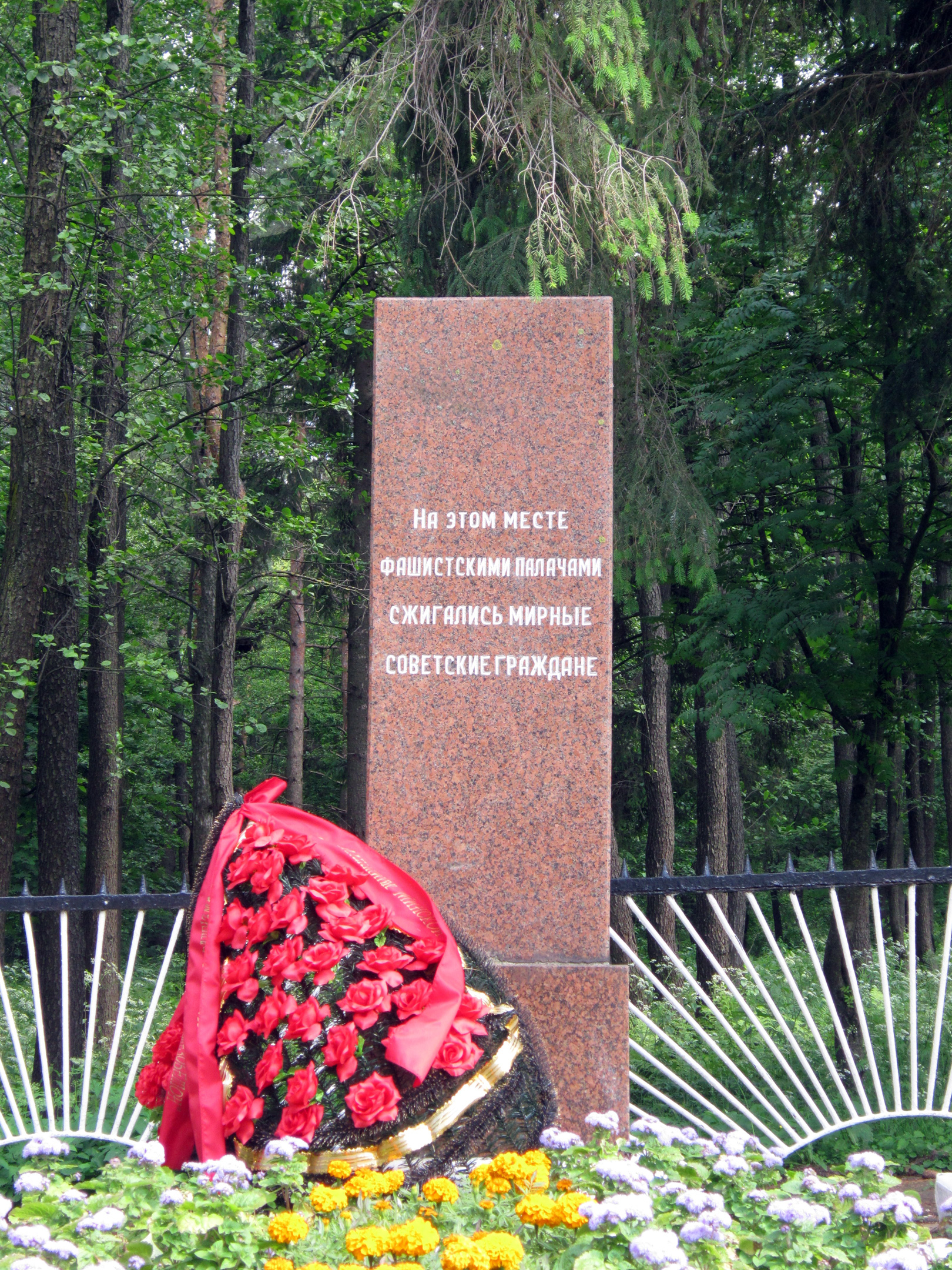
Gedenkstätte für die Opfer in Maly Trostinez
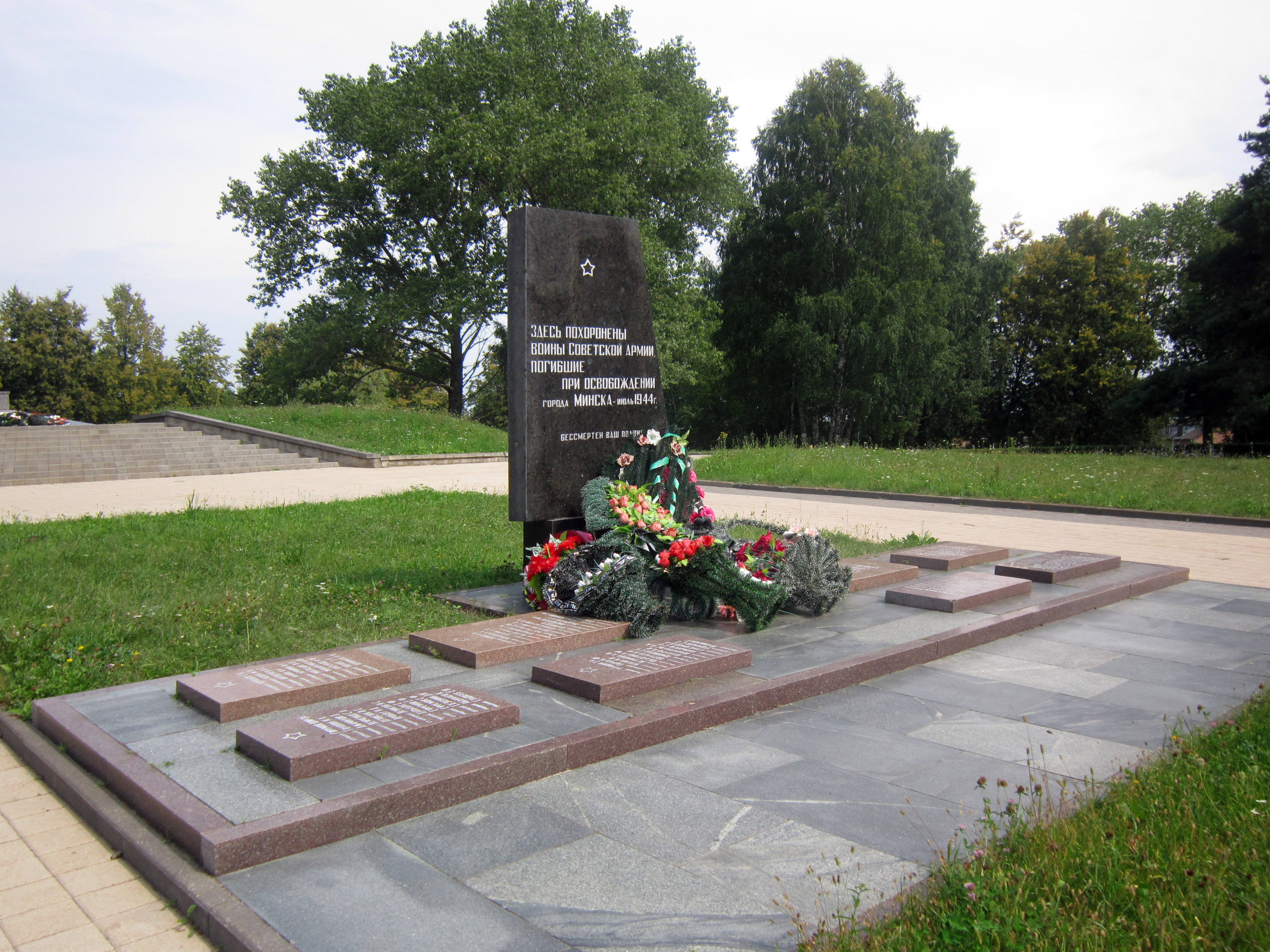
Grabstätte für Soldaten
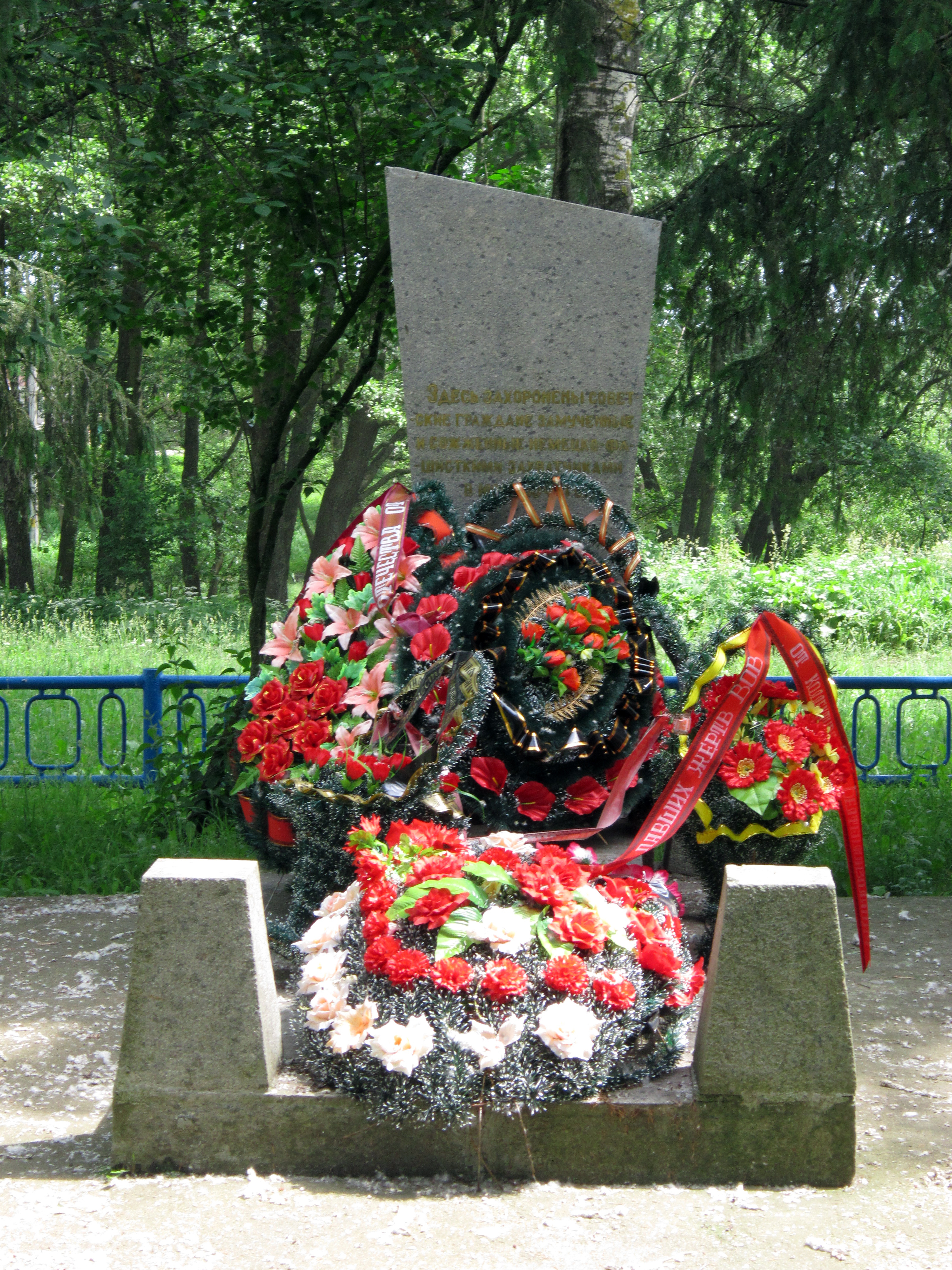
Gedenkstein für die ermordeten sowjetischen Bürger
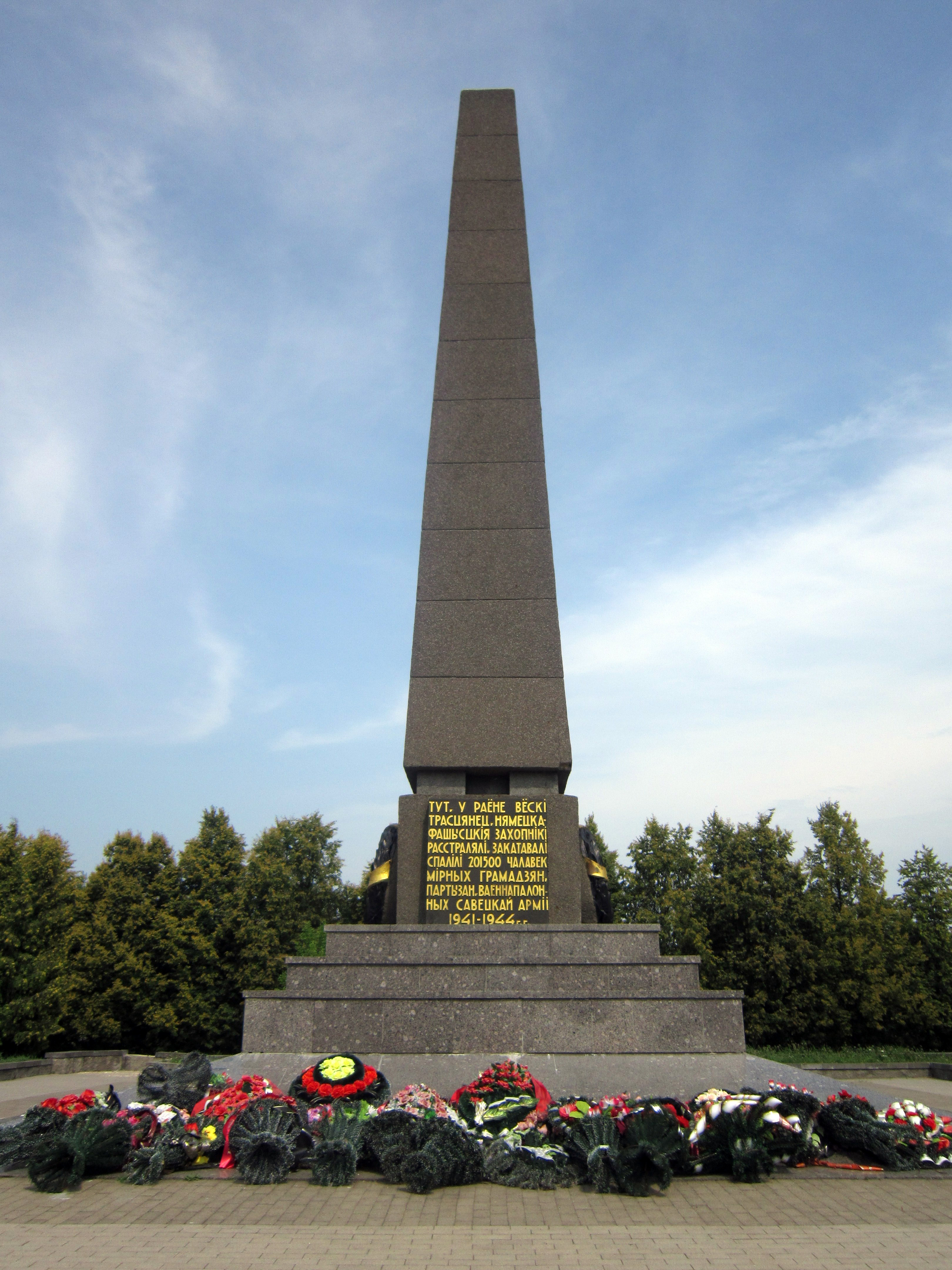
Obelisk
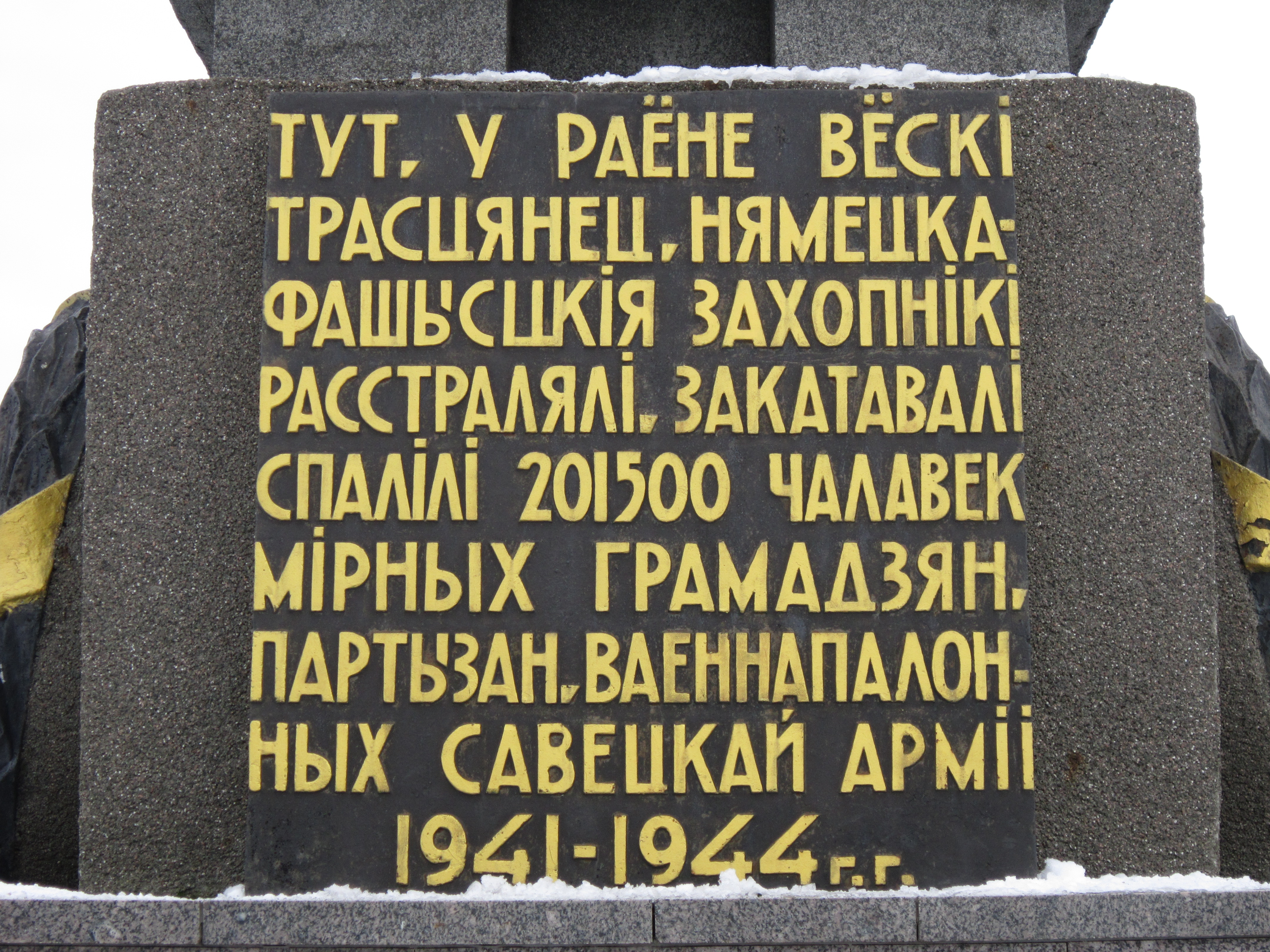
Inschrift am Obelisk
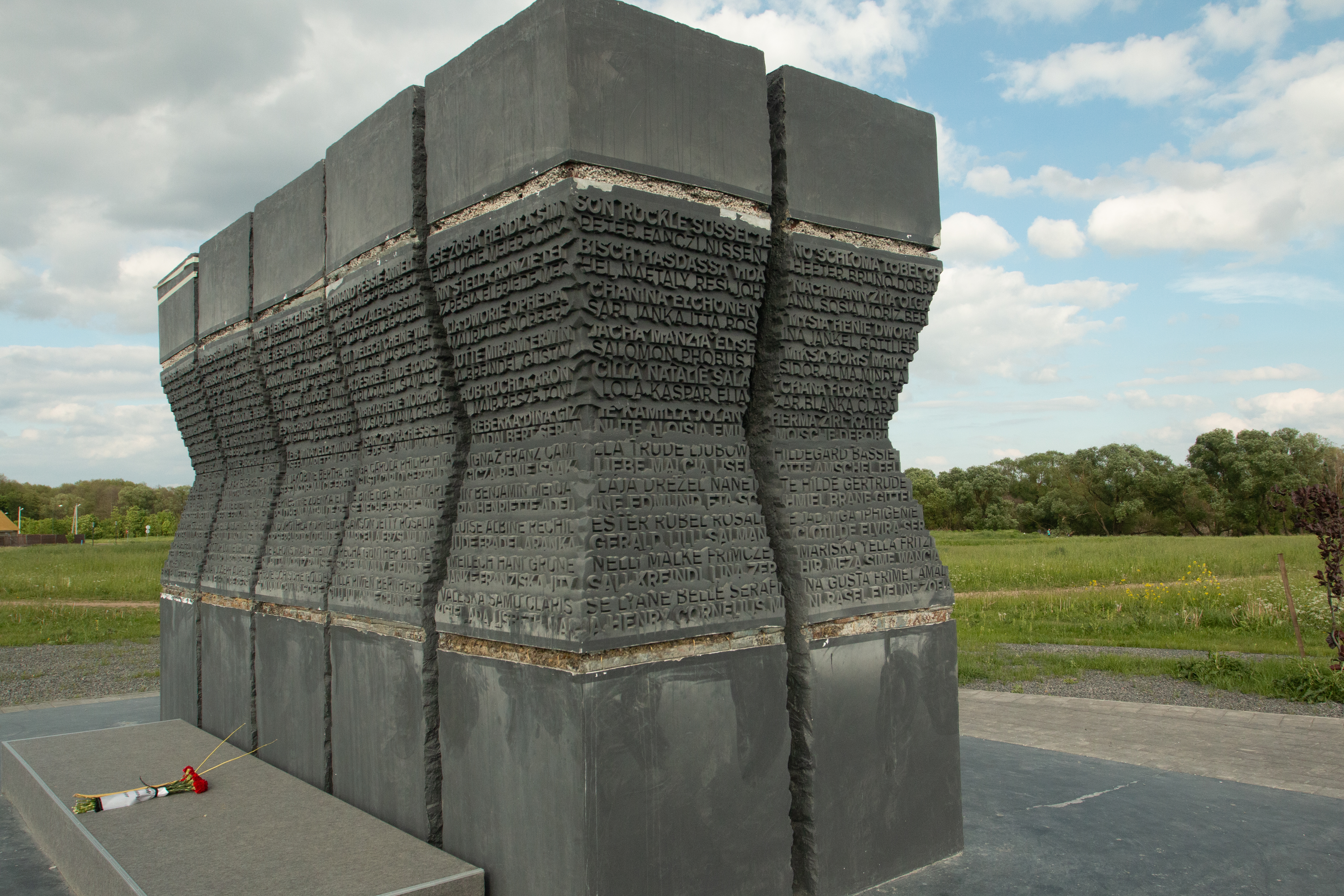
Massiv der Namen